# El comienzo (álbum de Grupo Frontera)
El comienzo es el primer álbum de estudio de la banda regional mexicana Grupo Frontera, lanzado al mercado el 3 de agosto de 2023 a través de VHR Music.
En 2024, el álbum ganó el Grammy Latino para mejor álbum de música norteña, mientras que su sencillo, El amor de su vida ganó el Grammy Latino para mejor canción regional mexicana.

## Antecedentes y lanzamiento
Grupo Frontera se formó en 2019. Posteriormente, abrieron su canal de YouTube en 2022.
En abril de 2022, lanzaron su primer sencillo «La plata». En ese mismo mes, semanas después se hicieron famosos gracias a su éxitoso sencillo «No se va», una nueva versión de la canción original de Morat.
Más tarde, Grupo Frontera continuó lanzando más canciones y sencillos que también fueron éxito, y algunos también pertenecientes al álbum.
A fines de julio de 2023, el grupo anunció que su álbum debut junto con la portada se lanzaría el 3 de agosto de 2023. La portada fue revelada ese mismo día en que se anunció el álbum. El 1 de agosto, el listado de pistas fue revelado, con un total de 12 canciones.

## Composición
Un álbum de 12 canciones, cuenta con las colaboraciones de Bad Bunny, Junior H, Yahritza y su Esencia, Manuel Turizo, Grupo Firme, Carín León y Ke Personajes. Son 12 canciones que tiene el álbum y presentaba la sexta pista sin una canción. No fue hasta que tres semanas después de su lanzamiento se reveló la sexta pista.

### Canciones
El comienzo inicia con su primer pista «No se va», el primer éxito que había logrado Grupo Frontera durante el año 2022. La canción es una cumbia norteña. El sonido del mismo estilo continua en la segunda pista «Un x100to» junto al cantante puertorriqueño Bad Bunny, que fue un gran éxito durante el año 2023. La tercera pista, «En altavoz», una colaboración con el cantante de música sierreña urbana Junior H, es una ranchera con acordeón, bajo quinto,  tololoche, y charchetas. Este último instrumento es más común en la música regional mexicana de Sinaloa; muy diferente al estilo norteño regiomontano de Grupo Frontera. En la cuarta pista «Cansado de sufrir», Grupo Frontera vuelve al sonido de la cumbia norteña. La quinta pista «Las flores» junto a la banda Yahritza y su Esencia, es un bolero grupero. Grupo Frontera declaró que es su canción favorita del álbum. La sexta pista «De lunes a lunes», una colaboración junto al cantante colombiano Manuel Turizo, también es una cumbia norteña. En la séptima pista «Me gustas», Grupo Frontera nuevamente interpreta una ranchera con acordeón, bajo quinto, tololoche, y charchetas. La octava pista «El amor de su vida» junto a la banda Grupo Firme, regresa al sonido de la cumbia norteña. Grupo Frontera interpreta una balada estilo country en la novena pista del álbum «Cuídala». Después, regresan a la cumbia norteña en la décima pista «Que vuelvas» junto a Carín León. Dicha canción  fue lanzada a finales de 2022 y logró gran éxito en 2023. La undécima pista «Le va doler» fue lanzada en mayo de 2023 y también es una cumbia norteña. La duodécima y última pista «Ojitos rojos» junto al conjunto de cumbia argentino Ke Personajes, es una cumbia villera.

### Sencillos
El primer sencillo del álbum, «No se va» fue lanzado el 28 de abril de 2022 y dicha canción recibió un gran éxito. La canción es una nueva versión de «No se va» de Morat.
El segundo sencillo, «Que vuelvas» junto al cantante mexicano Carín León fue lanzado el 8 de diciembre de 2022 y más tarde, en 2023 recibió un gran éxito.
El tercer sencillo «Un x100to» junto al cantante puertorriqueño Bad Bunny se lanzó el 17 de abril de 2023 y recibió un gran éxito también.
El cuarto sencillo, «Le va doler» fue lanzado el 25 de mayo de 2023.
El quinto sencillo «Ojitos rojos» junto a la banda argentina de cumbia Ke Personajes, fue lanzado el 20 de julio de 2023 Y también recibió un éxito para las bandas.
El sexto sencillo, «El amor de su vida» junto a la banda mexicana Grupo Firme fue lanzado el 3 de agosto de 2023 y también recibió un gran éxito.
El séptimo sencillo «De lunes a lunes» junto al cantante colombiano Manuel Turizo, fue lanzado el 24 de agosto de 2023, tres semanas después del lanzamiento del álbum, dónde también dicha canción formó parte para revelar la sexta pista.
El octavo sencillo «En altavoz», junto al cantante mexicano Junior H, fue lanzado el 14 de septiembre de 2023.

## Listado de pistas
| Lista de canciones de El comienzo |                                          | |                     |          |  |
| N.º                               | Título                                   | Escritor(es) | Productor(es)       | Duración |  |
| 1.                                | «No se va»                               | Andrés Torres • Mauricio Rengifo • Juan Pablo Isaza • Juan Pablo Villamil • Martín Vargas • Simón Vargas                         |                     | 3:14     |  |
| 2.                                | «Un x100to» (con Bad Bunny)              | Benito Antonio Martínez Ocasio • Edgar Barrera • Marcos Borrero • Andrés Jael Correa Ríos                                        | Edgar Barrera • MAG | 3:15     |  |
| 3.                                | «En altavoz» (con Junior H)              | Edgar Barrera • Horacio Palencia • Nathan Galante • René Humberto Lau                                                            | Edgar Barrera       | 2:47     |  |
| 4.                                | «Cansado de sufrir»                      | Edgar Barrera • Andrés Correa Ríos                                                                                               | Edgar Barrera       | 2:30     |  |
| 5.                                | «Las flores» (con Yahritza y su Esencia) | Edgar Barrera • Yahritza Martínez                                                                                                | Edgar Barrera       | 2:47     |  |
| 6.                                | «De lunes a lunes» (con Manuel Turizo)   | Manuel Turizo • Edgar Barrera • Maikel Rafael Rico Torres • Mario Alberto Daza Altamar • Juan Diego Melina Vélez • Julián Turizo | Edgar Barrera       | 3:08     |  |
| 7.                                | «Me gustas»                              | René Humberto Lau • Jesús Caballero                                                                                              | Edgar Barrera       | 2:34     |  |
| 8.                                | «El amor de su vida» (con Grupo Firme)   | Edgar Barrera • Kevyn Mauricio Cruz                                                                                              | Edgar Barrera       | 2:46     |  |
| 9.                                | «Cuídala»                                | Edgar Barrera • Andrea Elena Mangiamarchi • Manuel Lorente                                                                       | Edgar Barrera       | 2:44     |  |
| 10.                               | «Que vuelvas» (con Carín León)           | Edgar Barrera | Edgar Barrera       | 2:49     |  |
| 11.                               | «Le va doler»                            | Edgar Barrera • Kevyn Cruz • Cristian Camilo Ortiz                                                                               | Edgar Barrera       | 2:34     |  |
| 12.                               | «Ojitos rojos» (con Ke Personajes)       | Edgar Barrera • Horacio Palencia • Diego Bollella Urtusastegui                                                                   | Edgar Barrera       | 3:42     |  |
| 34:46                             |                                          | |                     |          |  |

## Posicionamiento en listas
| Lista (2023)                                | Mejor posición |
| ------------------------------------------- | -------------- |
| España (PROMUSICAE)                         | 97             |
| EE. UU. Billboard 200                       | 34             |
| EE. UU. Independent Albums (Billboard)      | 7              |
| EE. UU. Regional Mexican Albums (Billboard) | 2              |
| EE. UU. Top Latin Albums (Billboard)        | 4              |